# 刁昇
刁昇，山東即墨縣人。清朝政治人物、進士出身。

## 生平
順治二年（1645年）舉乙酉科山東鄉試，順治三年（1646年）聯登丙戌科進士。授安徽石埭縣知縣。